# 피란만

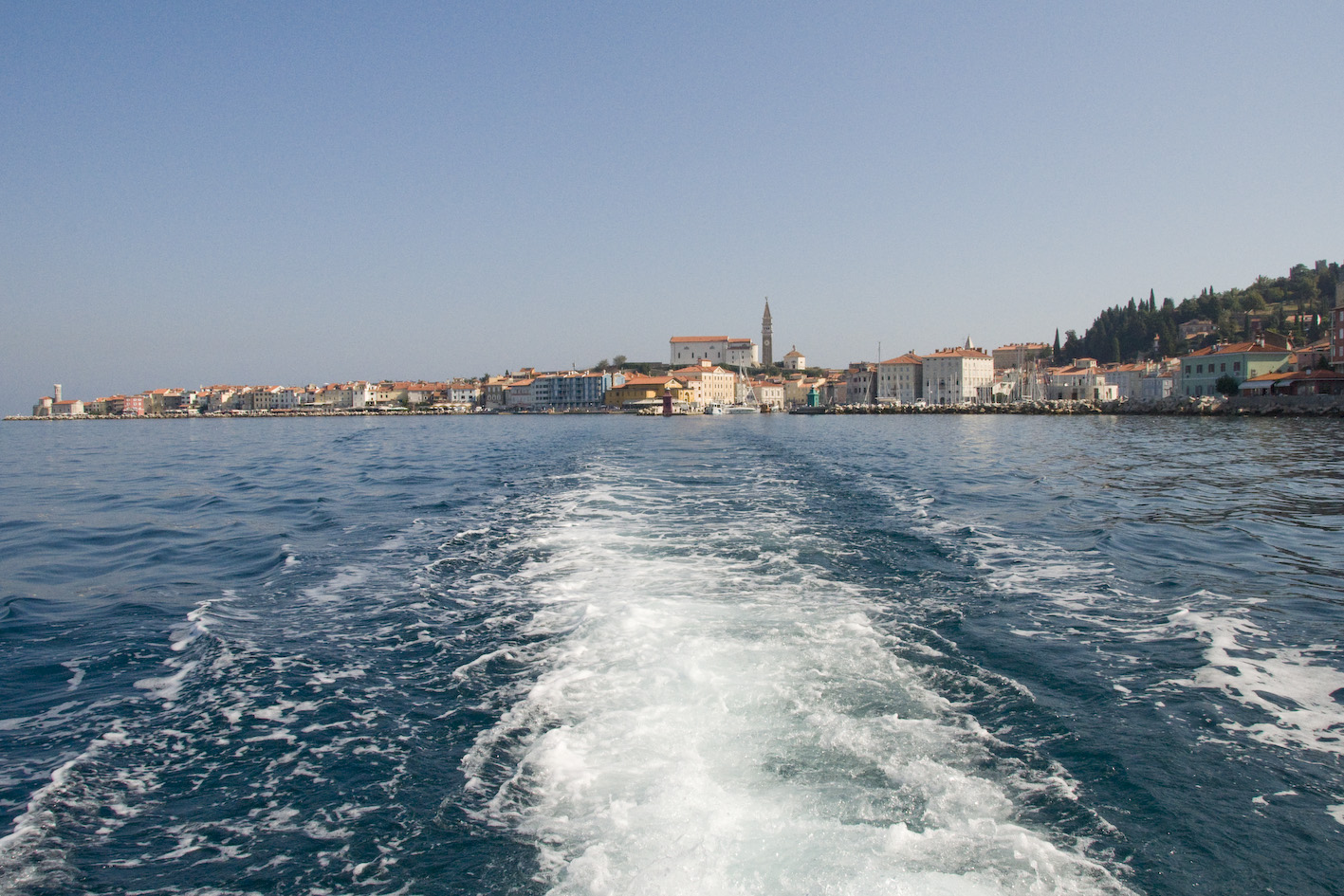
피란만

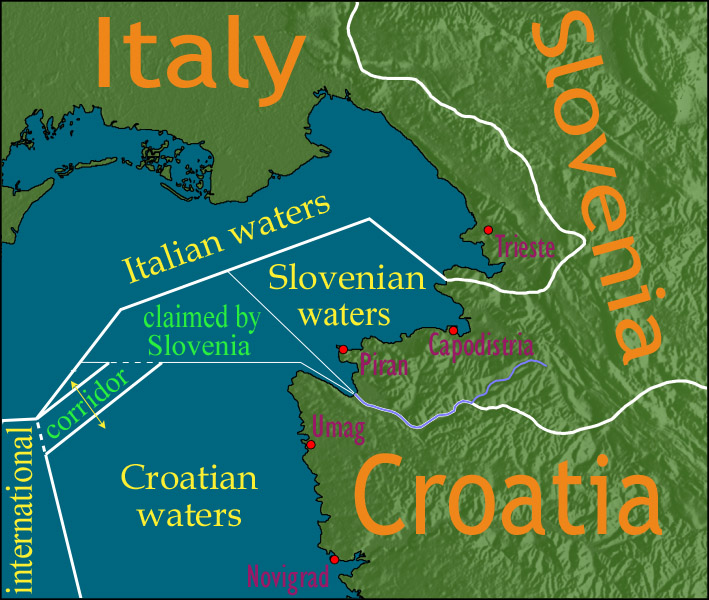
드르노브셰크-라찬 합의를 바탕으로 한 슬로베니아와 크로아티아의 해상 경계선으로, 피란만을 기준으로 하고 있다. 이 경계선은 크로아티아 의회의 부결로 확정되지 않았다.

피란만(Gulf of Piran, 슬로베니아어: Piranski zaliv, 크로아티아어: Piranski zaljev 또는 Savudrijska vala, 이탈리아어: Baia di Pirano)은 아드리아해 북부에 위치한 트리에스테만의 일부로 면적은 약 19km2이다. 만의 이름은 슬로베니아의 피란 마을에서 유래되었다.
슬로베니아와 크로아티아는 1991년 이후부터 피란만을 중심으로 한 해상 경계선을 놓고 분쟁을 벌여왔다. 이는 유고슬라비아 시절의 해상 경계선이 명확하게 그려지지 않았기 때문이다. 2009년 11월 4일 스웨덴 스톡홀름에서 슬로베니아와 크로아티아 양국 총리와 유럽 연합 의장이 중재 협정을 체결하면서 양국 간의 경계 분쟁은 종식되었다.